# 8 Lacertae
Il sistema multiplo 8 Lac è situato nella parte meridionale della costellazione della Lucertola.
Il sistema è costituito, al 2006, da almeno 10 componenti, le cui stelle principali e più luminose sono 8 Lac A e 8 Lac B.
Nella tabella che segue sono delineate le caratteristiche più salienti del sistema multiplo 8 Lac:
- Nella colonna Componenti sono elencate le componenti note del sistema e i loro rapporti; BE significa che i dati di quel rigo si riferiscono ai moti e alle distanze misurate fra la componente 8 Lac B e la componente 8 Lac E.
- La colonna PMag riporta la magnitudine della prima componente del sistema in esame.
- La colonna SMag riporta la magnitudine della seconda componente del sistema in esame.
- La colonna Sep1 riporta la distanza che separa le due componenti in esame, espressa in secondi d'arco, misurazione effettuata alla data riportata nella colonna Anno1.
- La colonna Sep2 riporta la distanza che separa le due componenti in esame, espressa in secondi d'arco, misurazione effettuata alla data riportata nella colonna Anno2.
- La colonna PA1 riporta l'angolo di posizione fra le due stelle, espresso in gradi, misurazione effettuata alla data riportata nella colonna Anno1.
- La colonna PA2 riporta l'angolo di posizione fra le due stelle, espresso in gradi, misurazione effettuata alla data riportata nella colonna Anno2.
- La colonna Anno1 riporta la prima data in cui sono state effettuate queste misure posizionali.
- La colonna Anno2 riporta l'ultima data in cui sono state effettuate queste misure posizionali.
- La colonna Classe spettrale riporta lo spettro cui appartiene la seconda componente del sistema in esame.
- Ascensione Retta e Declinazione forniscono la posizione del sistema in oggetto.

| Designazione | Componenti | PMag | SMag | Sep1  | Sep2  | PA1 | PA2 | Anno1 | Anno2 | Classe spettrale | Ascensione Retta | Declinazione |
| cA1469       | BD         | 6,4  | 8,5  | 66,6  | 66,6  | 131 | 131 | 1830  | 1969  |                  | 22 35 52,1       | + 39 37 41   |
| 2A1469       | BE         | 6,6  | 7,2  | 323,7 | 322,5 | 242 | 242 | 1928  | 1991  |                  | 22 35 52,1       | + 39 37 41   |
| 2STF2922     | BC         | 6,4  | 10,3 | 28,1  | 28,1  | 155 | 154 | 1830  | 1969  |                  | 22 35 52,1       | + 39 37 41   |
| 2A1469       | Aa-C       | 5,7  | 10,5 | 49,4  | 48,9  | 168 | 168 | 1866  | 1994  |                  | 22 35 52,3       | + 39 38 04   |
| 2A1469       | Aa-D       | 5,7  | 9,1  | 82,1  | 81,6  | 144 | 144 | 1858  | 1994  | A0               | 22 35 52,3       | + 39 38 04   |
| 2STF2922     | Aa-B       | 5,7  | 6,6  | 22,4  | 22,6  | 185 | 186 | 1831  | 1993  | B2               | 22 35 52,3       | + 39 38 04   |
| 2A1469       | Aa-E       | 5,7  | 7,2  | 336,6 | 335,4 | 239 | 239 | 1928  | 1991  | F0               | 22 35 52,3       | + 39 38 04   |
| 2A1469       | CD         | 10,3 | 9,6  | 42,2  | 41,7  | 116 | 116 | 1868  | 1906  |                  | 22 35 53,2       | + 39 37 16   |
| 2A1469       | CR         | 10,3 | 14,6 | 1,4   | 1,4   | 255 | 254 | 1906  | 1932  |                  | 22 35 53,2       | + 39 37 16   |
| 2A1469       | DS         | 9,6  | 13,3 | 9,5   | 9,5   | 226 | 225 | 1906  | 1935  |                  | 22 35 53,2       | + 39 37 16   |

## Fonti
- (EN) Cataloghi stellari, su alcyone.de. URL consultato il 12 gennaio 2008 (archiviato dall'url originale il 30 aprile 2016).
- (EN) Sito inglese, su scenta.co.uk. URL consultato il 12 gennaio 2008 (archiviato dall'url originale il 28 agosto 2008).
- Software astronomico Megastar 5.0